# Jeremy Irvine
Jeremy William Fredric Smith (Gamlingay, 18 de junho de 1990) é um ator britânico, mais conhecido por interpretar Albert no filme de guerra War Horse e por interpretar o Jovem Sam em Mamma Mia! Here We Go Again

## Biografia
Irvine foi criado em Gamlingay, Cambridgeshire. Sua mãe, Bridget, é uma política no governo local, e seu pai, Chris Smith, é um engenheiro. Irvine também tem um irmãozinho, Toby Irvine, um ator mirim, que interpreta o jovem Pip, em Grandes Esperanças. Irvine é um nome artístico que vem do primeiro nome de seu avô. Irvine se alistou ao exército britânico na idade de dezenove anos, mas foi rejeitado depois de mentir sobre suas diabetes e sobre suas habilidades.
Irvine começou a atuar a idade de dezesseis anos. Ele interpretou Romeu junto com outros papéis principais nas peças enquanto ele estudava em Bedford Modern School na área de Harpur de Bedfordshire, seguido pelo National Youth Theatre e um curso preparatório um ano na Academia de Londres de Música e Arte dramática. Após a conclusão deste curso, Irvine passou dois anos postando currículos em caixas de correio em um esforço para começar a atuar. Irvine quase desistiu de atuar pouco antes que ele teve sua grande chance em Cavalo de Guerra. Em entrevista à CBS News, promovendo Grandes Esperanças, Irvine descreveu isso como o ponto mais baixo de sua vida e ele pensou em tomar uma carreira diferente "Eu estava no fundo do poço e realmente achava que isso era estúpido e eu só perdi três ou quatro anos da minha vida", explicou. "Meu pai queria que eu conseguisse um emprego de um soldador. Na empresa que ele estava, ele era um engenheiro. Fiquei muito, muito perto de fazer isso".

## Carreira

### Os primeiros trabalhos
Irvine desempenhou o papel de Luke na série de televisão Life Bites e apareceu com a Companhia Real de Shakespeare em 2010, produção de Dunsinane. Irvine foi citado na revista Interview dizendo "Meus amigos todos zombaram de mim, dizendo: 'Você vai ser a árvore'… Na verdade, na minha primeira cena, eu estava agitando dois ramos".

### 2010-presente
Em junho de 2010, Irvine foi escalado para interpretar o personagem principal no filme de Steven Spielberg, Cavalo de Guerra, lançado em dezembro de 2011. O filme foi uma adaptação do romance de Michael Morpurgo, também intitulado War Horse. Irvine foi selecionado para interpretar Albert Narracott, o personagem principal, ao lado de outros atores britânicos, incluindo Peter Mullan e Emily Watson, como pai e mãe de Albert, respectivamente. Durante a produção do filme, Irvine começou a ser representado pela Creative Artists Agency desde julho de 2010, além de agentes de Hatton McEwan no Reino Unido.
Em abril de 2011, a revista Variety informou que Irvine tinha sido escalado para interpretar o papel de Pip em uma produção cinematográfica Mike Newell de Grandes Esperanças de Charles Dickens ao lado de Helena Bonham Carter como Miss Havisham. O filme foi lançado no início de dezembro de 2012.
Em outubro de 2011, o The Hollywood Reporter observou que Irvine era esperado para interpretar o jovem Eric Lomax em uma produção cinematográfica de The Railway Man, com Colin Firth interpretando o Lomax mais velho.
Em janeiro de 2013, a revista Variety informou que Irvine foi um dos três candidatos para o personagem principal masculino Tobias "Four" Eaton, para um filme baseado no romance Divergente, e em fevereiro de 2013, a Variety afirmou que Irvine tinha sido escalado para o filme baseado no romance The World Made Straight.

### Cavalo de Guerra
Em 2010, o diretor Steven Spielberg planejado um filme para Cavalo de Guerra, o romance infantil de Michael Morpurgo, e afirmou que ele estava procurando um ator desconhecido para levar o papel "Albert Naracott" (o personagem principal de Cavalo de Guerra), "Eu olhei para centenas de atores e os recém-chegados para Albert - principalmente os recém-chegados - e ninguém tinha o coração, o espírito ou as habilidades de comunicação que Jeremy tinha" Spielberg também disse:"Eu estou acostumado a trabalhar com atores que não têm experiência. Basta olhar para trás, para as crianças de ET, como Drew Barrymore, e Christian Bale em O Império do Sol, que nunca tinha feito um filme antes. Essa carreira poderia à espera de Jeremy [Irvine]". A audição durou por dois meses com Irvine fazendo testes várias vezes por semana.
Irvine recebeu um telefonema de seu agente algumas semanas mais tarde. Irvine descreveu a reunião "Fui para essa reunião e dentro de cinco minutos Steven [Spielberg] e [produtor] Kathleen Kennedy. Apenas ficamos batendo papo".
Irvine também disse que "Foi tudo muito secreto. Estava em casa construindo um kart para o meu irmão e eles me pediram para ir e gravar". Irvine foi convidado a ler uma parte do roteiro de Cavalo de Guerra na câmera a fim de verificar seu sotaque ocidental; o roteiro foi realmente Albert dizendo à Joey, o cavalo, que Steven Spielberg queria que ele desempenhasse o papel. Irvine disse: "E eu começar a rodar no escritório de meu agente, e era algum roteiro falso, e eu estava lendo. 'Joey Joey ! Steven Spielberg quer que eu intérprete Albert Narracott no filme Cavalo de Guerra!' Eu tenho tudo gravado". Irvine foi solicitado a esperar e não contar a ninguém por algumas semanas depois de conseguir o papel. Em uma tentativa de se preparar para o papel de Albert, Irvine extensivamente e ganhou cerca de 6,4 kg de músculo. Ele também passou por dois meses de treinamento intensivo de equitação.
Por seu trabalho em Cavalo de Guerra, Irvine foi nomeado 'Choice Award London Film Critics para por Artista britânico Jovem do Ano' e 'Empire Award for Best Male Newcomer'.

### Vida pessoal
Irvine tem diabetes mellitus tipo 1 desde os seis anos e foi envolvido nas experimentações da Fundação de Pesquisa de Diabetes Juvenil (JDRF) para testar um pâncreas artificial, uma forma de medidor automático de glicose ligada a uma bomba de insulina portátil. Os testes foram realizados no Hospital Addenbrooke com a Universidade de Cambridge em 2005 e 2007.
Irvine introduziu diabetes e suas experiências de Camilla, duquesa da Cornualha, durante uma visita à Cambridge Wellcome Trust Facilidade de Pesquisa Clínica em 8 de fevereiro de 2012. Irvine estava presente novamente com a duquesa em 31 de janeiro de 2013 em enfermaria de internação de adolescentes University College London Hospitals NHS Foundation Trust, depois que ela havia se tornado presidente da JDRF em meados de 2012.
Em contraste com a celebridade de Hollywood estereotipada, personalidade fora da tela de Irvine tem sido descrito como "tímido". Ele é bem conhecido para evitar os holofotes da mídia e tentando proteger a sua privacidade. Ele foi citado como dizendo: "Eu percebi muito rapidamente que eu não queria ser famoso, então eu não ir para Mahiki, eu só ia para bares com todos os meus companheiros". Quando perguntado sobre sua fama crescente, ele disse "Quando Cavalo de Guerra lançou, eu tinha talvez um mês que as pessoas me paravam na rua, em seguida, isso cessou. Tento ignorar tudo isso e fingir que nada disso existe. Estamos apenas atuando. O trabalho que minha mãe faz, que é re-habitação de moradores de rua, isso é um trabalho real. Eu interpreto um faz de conta e me caracterizo para uma vida!". Em uma entrevista com Daily Mail, promovendo War Horse, Irvine descreveu sua vida ideal como "Não há nada melhor do que voltar para a sua aldeia, onde pessoas como amigos de minha mãe zombam de mim. Prefiro isso do que a loucura de Hollywood".

## Filmografia

### Cinema
| Ano  | Título original                    | Título em português                    | Papel            |
| ---- | ---------------------------------- | -------------------------------------- | ---------------- |
| 2011 | War Horse                          | br: Cavalo de Guerra                   | Albert           |
| 2012 | Great Expectations                 | br: Grandes Esperanças                 | Pip              |
| 2012 | Now Is Good                        | br: Agora e para sempre                | Adam             |
| 2013 | A Night in Old Mexico              | br: Uma Noite No Antigo México         | Gally            |
| 2013 | The Railway Man                    | br: Uma Longa Viagem                   | Young Eric Lomax |
| 2014 | The Woman in Black: Angel of Death | br: A Mulher de Preto 2- Anjo da Morte | Harry Burnstow   |
| 2015 | The World Made Straight            | br:                                    | Travis Shelton   |
| 2015 | Stonewall:onde o orgulho começou   | br:                                    | Danny Winters    |
| 2016 | Fallen                             | br:Caído                               | Daniel Grigori   |
| 2016 | This Beautiful Fantastic           |                                        | Billy            |
| 2017 | Billionaire Boys Club              |                                        | Kyle Biltmore    |
| 2018 | Mamma Mia! Here We Go Again        | Mamma Mia                              | Jovem Sam        |

### Televisão
| Ano  | Título                       | Papel           | Episódios    |
| ---- | ---------------------------- | --------------- | ------------ |
| 2009 | Life Bites                   | Luke            | 12 episódios |
| TBA  | Outlander: Blood of My Blood | Henry Beauchamp | Em produção  |